# Alessandrina (danza)
L'alessandrina è un'antica danza della zona delle Quattro province.

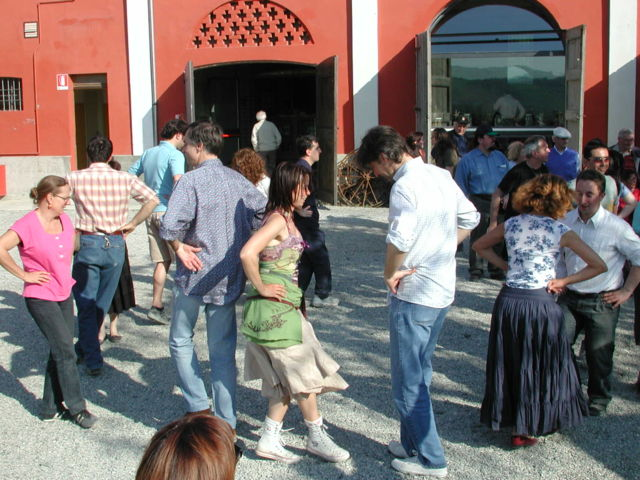
Ballerini eseguono una alessandrina (balletto) al museo Ettore Guatelli

È una danza di cerchio con schema fisso il cui  scopo, come capita spesso nelle danze tradizionali, è di far conoscere le persone che stanno ballando, facendo incontrare uomini e donne attraverso uno scambio di coppie.
È eseguita col passo delle quattro province, che esiste, con questa struttura, solo in questa zona, dà il caratteristico movimento a queste danze e viene usato sia per la passeggiata che per i balletti. Composto di tre appoggi, il primo lungo e gli altri due corti con un piccolo rimbalzo, obbliga a staccare velocemente i piedi da terra e dà la possibilità ai ballerini di muoversi, come spesso succede, su terreni disagevoli come selciati, prati, vie, cortili. La velocità delle musiche e la difficoltà del passo richiedono discrete doti atletiche e di coordinazione, che rendono questo repertorio molto apprezzato dai bravi danzatori e discretamente conosciuto anche all'estero, in particolare in Francia. Il passo è utilizzato sia per la parte camminata che per i balletti che si eseguono da fermi.
Essendo una tradizione di montagna spesso gli spazi del ballo non sono ampi (una trattoria dopo cena, un cortiletto o piazzetta, le stradine di una frazione..) se i ballerini sono molti si organizza il ballo in più cerchi concentrici che procedono in direzioni opposte (il più esterno antiorario, il secondo orario e così via).
Nelle danze delle quattro province la dama è posizionata a sinistra del cavaliere, contrariamente all'uso di molti repertori che la vogliono a destra.
Come tutte le danze di questa zona viene suonata da una coppia di suonatori con piffero e fisarmonica.

## Schema della danza
Viene danzata da un cerchio di ballerini che si tengono per mano, a coppie (uomo/donna).
Si comincia con una passeggiata in senso antiorario, sempre tenendosi per mano, con il tipico passo delle quattro province per otto passi.
Ci si ferma, ogni cavaliere fa coppia con la dama alla sua sinistra per cui ci si gira, gli uomini verso sinistra e le donne verso destra.
La coppia così formatasi esegue un balletto in posizione frontale e staccata, con le mani sui fianchi o dietro la schiena.
I ballerini, dandosi il braccio destro, avanzano sul cerchio, gli uomini verso sinistra e le donne verso destra, formando una nuova coppia che esegue un altro balletto.
Lo schema si ripete da capo per un numero complessivo di tre coppie di balletti. Nella seconda e terza passeggiata il cerchio si muove in senso antiorario per 4 passi ed in senso orario per altri 4 passi.
I musicisti normalmente eseguono un set di alessandrine sufficiente per permettere a tutti di incontrarsi. Sovente una suite di alessandrine è conclusa da una piana.

## Discografia
- 1986: I Suonatori delle quattro province - Musica tradizionale dell'Appennino—Robi Droli
- 1987: Baraban - I canti rituali, i balli, il piffero—ACB
- 1993: I Suonatori delle quattro province - Racconti a colori—Robi Droli
- 1994: Stefano Valla/Franco Guglielmetti - Traditions of the oboe = Traditions du piffero—Silex mosaïque
- 2001: I Müsetta - La vulp la vâ 'ntla vigna—Folkclub-Ethnosuoni
- 2002: Stefano Faravelli/Franco Guglielmetti - Antiquae: danze delle 4 Province—Spazio libero
- 2003: Enerbia - Così lontano l'azzurro—EDT
- 2004: Musicisti Vari - Tilion—Folkclub-Ethnosuoni
- 2006: Musicisti Vari  - Le tradizioni musicali delle  quattro province—SOPRIP